# Hilja Byström
Hilja Erika Byström, född Kallioniemi 18 april 1908 i byn Matojärvi, Hietaniemi socken, Norrbottens län, död 4 mars 1993 i Överluleå församling, Boden, var en svensk författare. Hon skrev på svenska, men hennes modersmål var meänkieli.
Hilja Byström utbildade sig till småskollärare vid småskoleseminariet i Haparanda. Hon fick sin första tjänst i Karungi och under den tiden gjorde hon sin litterära debut med novellsamlingen Ett år i Järvi. De senare romanerna Byn (1940), Ungfolk (1941) och Bondfolk (1943) utgör en romantrilogi och bygger vidare på hennes debutromans skildring av Tornedalen. År 1934 gifte hon sig med Engelbert Byström, som var kyrkoherde i Råneå och änkeman med fem barn. Sedan fick makarna ett gemensamt barn, sonen Kjell. Sommaren 2008 firades 100-årsminnet av hennes födelse med musikalen Sånger från Matojärvi med text av Bengt Pohjanen och musik av Kaj Chydenius samt med sopranen Carina Henriksson och tenoren Ulric Björklund i huvudrollerna. Hon har kallats för Tornedalens första skönlitterära författare. I och med 100-årsjubileet väcktes nytt intresse för hennes författarskap, som länge varit bortglömt. Byström har framför allt uppmärksammats för skildringar av tornedalskt folkliv och læstadiansk andlighet i hennes första fyra romaner.